# Alister Warner
Alister Warner (* 27. Februar 1984) ist ein ehemaliger Fußballspieler von St. Kitts und Nevis.

## Karriere

### Verein
Er begann seine Karriere in der Saison 2002/03 beim Village Superstars FC. Für die Saison 2004 und 2005 wechselte er nach Trinidad und Tobago, um dort für Tobago United zu spielen. Danach spielte er bis zum Ende der Saison 2014/15 wieder bei den Village Superstars und beendete seine Karriere. In der Saison 2018/19 kam es zu einem Einsatz für die Mannschaft des St. Paul’s United FC.

### Nationalmannschaft
Er hatte seinen ersten Einsatz für die Nationalmannschaft von St. Kitts und Nevis am 29. Juli 2003 bei einem 1:0-Freundschaftsspielsieg gegen Haiti. Als Einwechselspieler hatte er weitere Einsätze. Sein letzter war ein 0:0 gegen Grenada am 27. März 2011.